# Буда (Шумячский район)
Бу́да — деревня в Смоленской области России, в Шумячском районе. Население — 8 жителей (2011 год). Расположена в юго-западной части области, в 11 км к северо-востоку от Шумячей, в 18 км к западу от Рославля.
Входит в состав Озёрного сельского поселения.

## История
Название произошло от слова Буда — в прошлом предприятие по производству поташа, расположенное в лесу.